# Mažeikiai
Mažeikiai (en samogitien : Mažeikē) est une ville du Nord-Ouest de la Lituanie, centre administratif de la municipalité du district de Mažeikiai. Sa population est de 40 802 habitants en 2007, ce qui en fait la 8e ville du pays.

## Histoire
Au cours de la Seconde Guerre mondiale, en juillet 1941, 2 500 Juifs sont assassinés dans la ville dans une exécution de masse.
Il s'agit de membres de la communauté juive de Mažeikiai (environ 1 000 personnes). Les victimes viennent également des villages voisins tels Akmenė, Klykoliai, Mantartiškiai (environ 70 personnes), Laižuva (environ 40 personnes), Seda (environ 300 personnes), Žemalė (environ 8–9 personnes), Tirkšliai (environ 40 personnes), Vegeriai (environ 30 personnes), Viekšniai (environ 400 personnes), Pikeliai (environ 100 personnes), Židikai (environ 300 personnes), Leckava (environ 40 personnes).
Ce massacre est perpétré par un Einsatzgruppen d'Allemands aidés de nationalistes lituaniens.[réf. nécessaire] Un monument est érigé sur le lieu du charnier.

## Jumelages
La ville de Mažeikiai est jumelée avec  :
- Stendal (Allemagne)
- Płock (Pologne)
- Paide (Estonie)
- Havířov (Tchéquie)
- Saldus (Lettonie)
- Navapolatsk (Biélorussie)

## Astronomie
- (248839) Mazeikiai, astéroïde nommé en l'honneur de la ville.